# Pia Olsen Dyhr

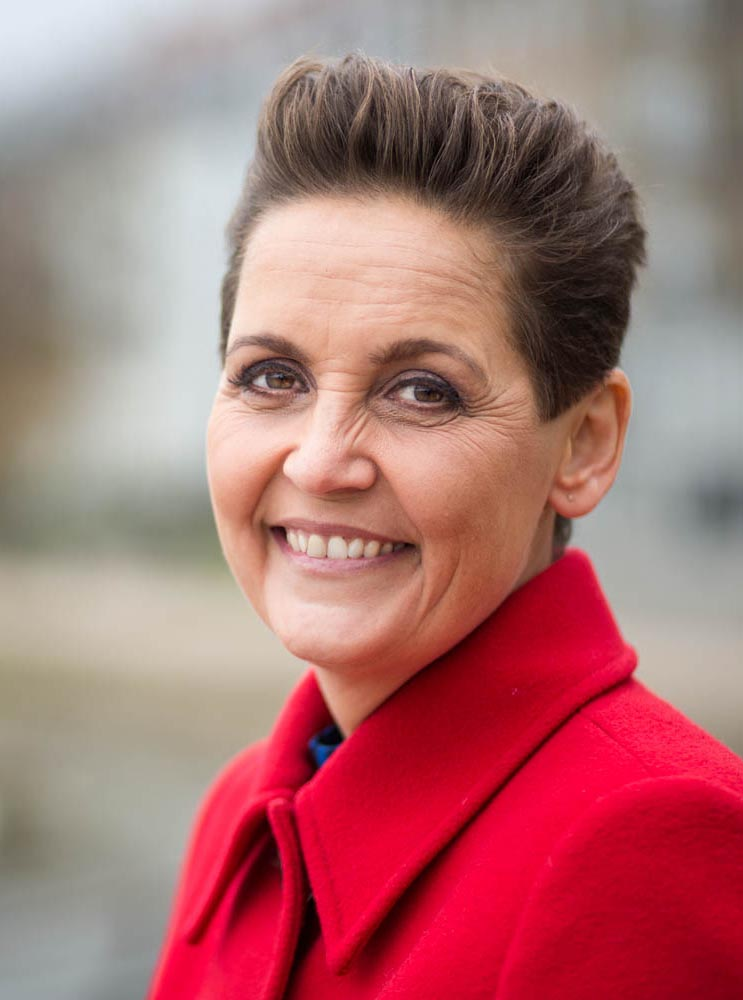
Pia Olsen Dyhr

Pia Olsen Dyhr (* 30. November 1971 in Vallensbæk) ist eine dänische Politikerin der Socialistisk Folkeparti. Am 13. Februar 2014 wurde sie zur Parteivorsitzenden gewählt. Erstmals in der Geschichte der Partei war für die Vorsitzwahl keine formale Abstimmung nötig, da sie die einzige Kandidatin war.

## Leben
Nach dem Schulbesuch begann sie 1992 ein Studium der Staatswissenschaften an der Universität Kopenhagen. Bereits während des Studiums begann sie ihr politisches Engagement in der Socialistisk Folkeparti (SF) und war zwischen 1996 und 1998 Vorsitzende von deren Jugendorganisation Socialistisk Folkepartis Ungdom. 1999 veröffentlichte sie das Buch Kvinder ind i eliten – EU, køn og demokrati. Im Jahr 2000 wurde sie umweltpolitische Mitarbeiterin bei der Gesellschaft für Naturschutz (Danmarks Naturfredningsforening) und war bei dieser anschließend von 2003 bis 2006 Koordinatorin für Internationales sowie zugleich von 2002 bis 2004 Vizevorsitzende von Mellemfolkeligt Samvirke (MS), einer Gesellschaft für internationale Zusammenarbeit.
Pia Olsen Dyhr war dann zwischen 2006 und 2007 Politische Koordinatorin von CARE International in Dänemark und zugleich Vorsitzende eines aus 92 Gruppen bestehenden Forums für nachhaltige Entwicklung.

## Parlamentarische Karriere
Bereits ab 1998 hat Pia Olsen Dyhr in verschiedenen Wahlkreisen für ein Mandat im Folketing kandidiert, war jedoch stets erfolglos. Nachdem sie im November und Dezember 2006 kurzzeitig Ersatzvertreterin im Parlament war, wurde sie bei der Folketingswahl 2007 erstmals zur Abgeordneten in das Folketing gewählt und konnte dies auch bei den folgenden Wahlen für die Socialistisk Folkeparti erreichen. Zunächst vertrat sie dort die Interessen des Wahlkreises Nordsjællands Storkreds, seit 2015 vertritt sie den Wahlkreis Københavns Storkreds.
Am 3. Oktober 2011 wurde sie von Ministerpräsidentin Helle Thorning-Schmidt zur Ministerin für Handel und Investitionen in die neugebildete Regierung Dänemarks berufen. Am 9. August 2013 wechselte sie ins Verkehrsministerium und rückte gleichzeitig in den wichtigen Koalitionsausschuss auf. Mit dem Ende der Drei-Parteien-Koalition am 30. Januar 2014 schied sie aus dem Kabinett aus.
Im Februar 2014 wurde sie zur Parteivorsitzenden bei der Socialistisk Folkeparti ernannt. Sie kam ohne Wahl ins Amt, da es keine Gegenkandidaten gab.